# Europe (альбом)
Europe — другий альбом української співачки Kristall.

## Список пісень
| #  | Назва                   | Автор слів                            | Автор музики        | Тривалість |
| -- | ----------------------- | ------------------------------------- | ------------------- | ---------- |
| 1. | «Європа (JESK Version)» | Христина Кочегарова                   | Христина Кочегарова | 2:40       |
| 2. | «Europe»                | Христина Кочегарова                   | Христина Кочегарова | 2:40       |
| 3. | «Європа»                | Христина Кочегарова                   | Христина Кочегарова | 2:40       |
| 4. | «Never Say You Never»   | Христина Кочегарова, Ольга Кочегарова | Володимир Прихожай  | 4:30       |
| 5. | «Зелений гай»           | Христина Кочегарова, Ольга Кочегарова | Володимир Прихожай  | 3:31       |
| 6. | «The Rose»              | Аманда Макбрум                        | Аманда Макбрум      | 3:32       |
| 7. | «Bésame mucho»          | Консуело Веласкес                     | Консуело Веласкес   | 3:49       |
| 8. | «Mama»                  | «Smokey Mountain»                     | «Smokey Mountain»   | 4:10       |